# Panamalai
Panamalai ist ein knapp 5.800 Einwohner zählender Ort im südindischen Bundesstaat Tamil Nadu. Etwas außerhalb des Dorfes steht ein bedeutender Shiva-Tempel aus der Pallava-Zeit.

## Lage
Der Ort Panamalai liegt in einer Höhe von knapp 100 m ca. 30 km (Fahrtstrecke) nordwestlich der Distriktshauptstadt Viluppuram bzw. ca. 20 km südlich von Gingee. Das Klima ist tropisch warm; Regen fällt hauptsächlich in den Monsunmonaten Juli bis Dezember.

## Bevölkerung
Die Einwohner des Ortes sind ganz überwiegend Hindus; andere Glaubensgemeinschaften sind unter der ländlichen Bevölkerung Südindiens kaum vertreten. Der weibliche Bevölkerungsanteil ist um ca. 2 % geringer als der männliche.

## Wirtschaft
Im Umland des Dorfes wird Feldwirtschaft und auch etwas Viehzucht (Hühner) betrieben; im Ort selbst gibt es Kleinhändler, Handwerker und Tagelöhner, aber auch eine Schule und eine Bank.

## Geschichte
Mit Unterbrechungen vor allem durch die Chola herrschten in der Region lange Zeit die Dynastien der Pandya (Hauptstadt Madurai) und der Pallava (Hauptstadt Kanchipuram), die jedoch die tatsächliche Macht oft an regionale Vasallen delegierten. Im 14. Jahrhundert okkupierten muslimische Herrscher kurzzeitig die Macht, die dann auf das hinduistische Vijayanagar-Reich überging, das seinerseits den Nawabs von Karnatik (ca. 1690–1801) Platz machen musste. Zwischenzeitlich stritten sich jedoch auch Briten und Franzosen in den Karnatischen Kriegen (1744–1763) um die Vorherrschaft in der Region.

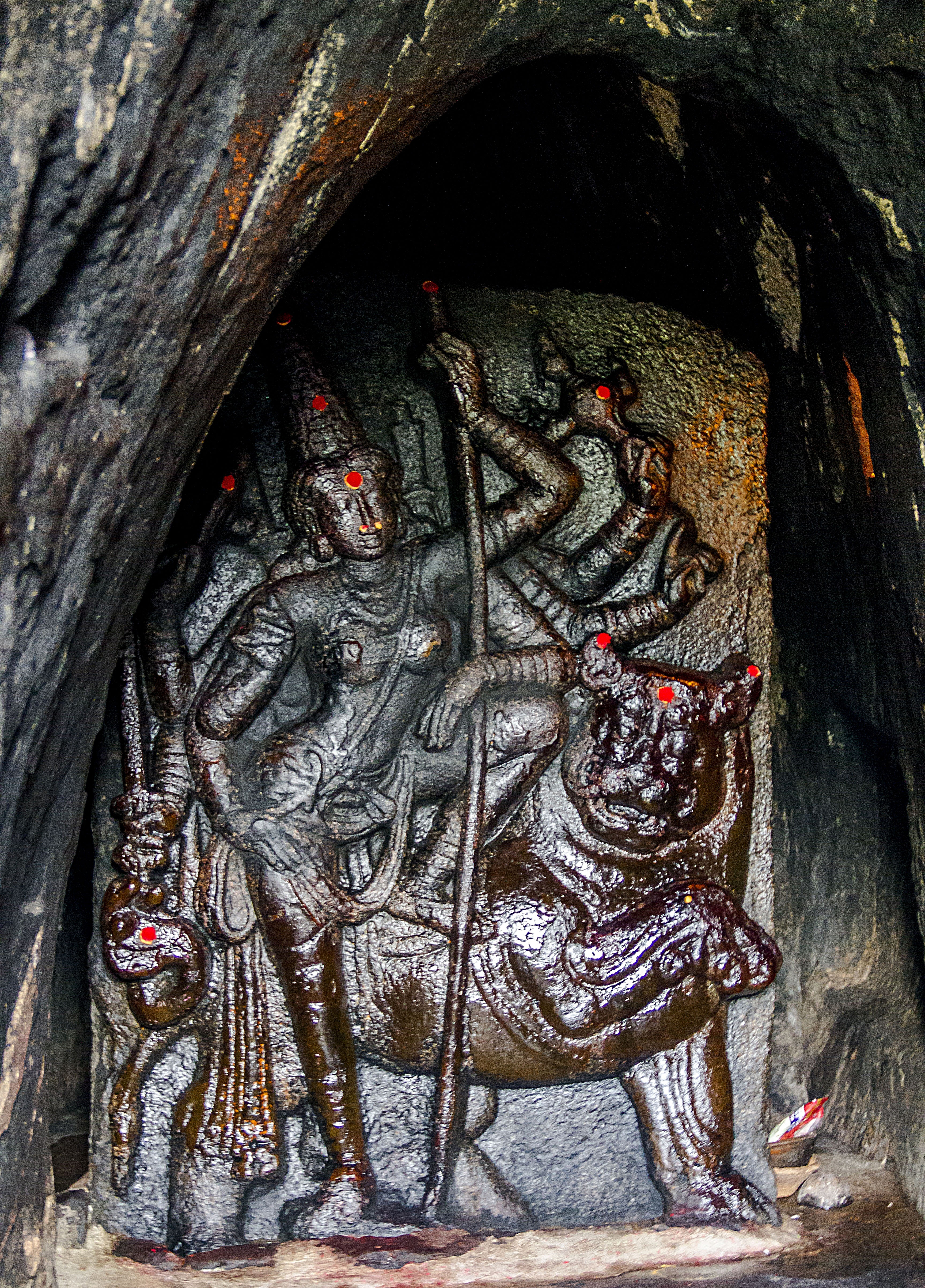
Durga-Bildnis

## Sehenswürdigkeiten
- Einzige Sehenswürdigkeit des Ortes ist der an einer Bergflanke westlich des Ortes gelegene und dem Hindu-Gott Shiva geweihte Talagirisvara-Tempel, dessen von drei kleineren Schreinen umgebene Cella (garbhagriha) aufgrund einer erhaltenen Inschrift noch der Pallava-Epoche, d. h. dem späten 7. oder frühen 8. Jahrhundert, zugerechnet wird. Als Stifter wird König Rajasimha genannt, der mit Narasimha Varman II. identisch ist; dieser war auch der Auftraggeber des Kailasanatha-Tempels in Kanchipuram und des Küstentempels in Mamallapuram. Während die Außenwände des Tempels nur wenig gegliedert und – bis auf einige löwenähnliche Yali-Figuren – eher schmucklos sind, ist der mehrfach gestufte Turmaufbau (vimana) mit Scheinarchitekturen und Blendfenstern (kudus) etc. reich dekoriert. Die große Vorhalle (mandapa) wurde in späterer Zeit angefügt.
- Im nördlichen Annexschrein sind noch Reste von Malereien aus der Zeit um 700 zu sehen.
- Am Fuß des Granitfelsens befindet sich ein Bildnis der vielarmigen und waffenstarrenden Göttin Durga auf ihrem Reittier (vahana), dem Tiger oder Löwen.